# All In (2025)
All In (2025), promowany również jako All In: Texas – czwarta gala wrestlingu w chronologii cyklu All In, a trzecia wyprodukowana przez federację i dla zawodników All Elite Wrestling (AEW). Odbyła się 12 lipca 2025 w Globe Life Field w Arlington w stanie Teksas, co oznaczało pierwsze wydarzenie PPV AEW, które odbyło się na amerykańskim stadionie baseballowym i w amerykańskim stanie Teksas, a także pierwsze All In, które było transmitowane na Amazon Prime Video. Było to również pierwsze profesjonalne wydarzenie wrestlingowe na Globe Life Field. Było to pierwsze popołudniowe PPV organizowane lokalnie przez AEW, ponieważ miało specjalny czas rozpoczęcia o 14:00 czasu centralnego (15:00 czasu wschodniego).
Podczas gali rozegrano dwanaście walk, w tym trzy na pre-show Zero Hour. W walce wieczoru, który był promowany jako część potrójnego main eventu, "Hangman" Adam Page pokonał Jona Moxleya w Texas Deathmatchu, aby wygrać AEW World Championship. W drugim main evencie, który był przedostatnią walką, AEW Continental Champion Kazuchika Okada pokonał AEW International Championa Kenny’ego Omegę w Winner Takes All Championship Unification matchu, aby wygrać inauguracyjne AEW Unified Championship. W trzecim głównym wydarzeniu, "Timeless" Toni Storm pokonała Mercedes Moné, aby zachować AEW Women’s World Championship. W innym ważnym pojedynku, Swerve Strickland i Will Ospreay pokonali The Young Bucks (Matthewa Jacksona i Nicholasa Jacksona), w wyniku czego The Young Bucks zostali pozbawieni tytułów Wiceprezesów Wykonawczych. Wydarzenie było również okazją do powrotu Cope’a, Bryana Danielsona i Darby’ego Allina, z których ten ostatni zrobił sobie przerwę, aby z powodzeniem wspiąć się na Mount Everest.

## Produkcja

### Tło
All In po raz pierwszy odbyło się jako niezależna gala wrestlingu w systemie pay-per-view (PPV) we wrześniu 2018 roku i została wyprodukowana przez członków The Elite we współpracy z Ring of Honor (ROH), która zachowała prawa do All In. Gala ta zainspirowała do powstania amerykańskiej organizacji All Elite Wrestling (AEW) w styczniu 2019 roku, a po tym, jak prezes AEW Tony Khan kupił ROH w marcu 2022 roku, AEW wznowiło All In jako swoją pierwszą w historii galę PPV zorganizowaną w Wielkiej Brytanii, przy czym zarówno w 2023, jak i 2024 roku wydarzenia odbywały się podczas sierpniowego weekendu świątecznego w Wielkiej Brytanii na Stadionie Wembley w Londynie w Anglii. All In stało się największym corocznym wydarzeniem AEW, a następnie uznano je za jedno z "wielkiej piątki", obok Double or Nothing, All Out, Full Gear i Revolution, pięciu największych corocznych wydarzeń firmy.
15 sierpnia 2024 roku ogłoszono, że trzecia gala All In by AEW, a czwarta w ogóle, odbędzie się na Globe Life Field w Arlington w stanie Teksas w sobotę 12 lipca 2025 roku, co oznacza pierwsze wydarzenie PPV AEW zorganizowane na amerykańskim stadionie baseballowym i w Teksasie. All In: Texas będzie również pierwszym wydarzeniem PPV AEW, które odbędzie się w lipcu. Następnie będzie to pierwsze profesjonalne wydarzenie wrestlingowe, które odbędzie się na Globe Life Field. W dniu 2 kwietnia 2025 roku ogłoszono, że All In będzie miało specjalny czas rozpoczęcia o godzinie 14:00 czasu centralnego (15:00 czasu wschodniego), aby zapobiec bezpośredniej próbie kontrprogramowania przez Saturday Night’s Main Event XL od WWE. Jednak WWE później zaplanowało NXT The Great American Bash, wydarzenie transmitowane na żywo dla ich brabdu NXT, aby szło łeb w łeb All In.
Bilety na All In: Texas trafiły do sprzedaży 9 grudnia 2024 roku. Ponadto AEW zorganizowało bezpłatną imprezę inauguracyjną w barze sportowym Texas Live! przylegającym do Globe Life Field w dniu 20 listopada, która obejmowała spotkanie i powitanie z wrestlerami z AEW i ROH, a także wczesny dostęp do zakupu biletów na All In: Texas.

### Inne wydarzenia tygodnia All In
W tygodniu poprzedzającym All In, AEW zorganizuje szereg wydarzeń. Zarówno Dynamite, jak i Collision odbędą się na żywo w Curtis Culwell Center w pobliskim Garland w stanie Teksas, odpowiednio w środę, 9 lipca i czwartek, 10 lipca, przy czym Collision zostanie przesunięte ze zwykłego sobotniego przedziału czasowego ze względu na All In odbywające się w sobotę. W piątek, 11 lipca, siostrzana promocja AEW, ROH, zorganizuje Supercard of Honor na Esports Stadium Arlington. W piątek i sobotę w hotelu Sheraton Arlington odbędzie się zjazd fanów Starrcast.

### Rywalizacje
All In oferowało walki profesjonalnego wrestlingu z udziałem wrestlerów należących do federacji All Elite Wrestling. Oskryptowane rywalizacje (storyline’y) kreowane są podczas cotygodniowych gal Dynamite oraz Collision. Wrestlerzy są przedstawieni jako heele (negatywni, źli zawodnicy i najczęściej wrogowie publiki) i face’owie (pozytywni, dobrzy i najczęściej ulubieńcy publiki), którzy rywalizują pomiędzy sobą w seriach walk mających budować napięcie. Kulminacją rywalizacji jest walka wrestlerska lub ich seria.

#### Pojedynek o AEW World Championship oraz o AEW Women’s World Championship
Owen Hart Cup to coroczny turniej wrestlingu organizowany przez AEW we współpracy z Fundacją Owena Harta na cześć Owena Harta. Składa się z dwóch turniejów w trybie pojedynczej eliminacji, po jednym dla mężczyzn i kobiet, a zwycięzcy otrzymują trofeum zwane „The Owen”, pamiątkowy pas mistrzowski i pojedynek o mistrzostwo świata na gali All In. Oba finały turnieju odbyły się na Double or Nothing 25 maja 2025 roku. Kobiecy Owen Hart Cup wygrała Mercedes Moné, która pokonała Jamie Hayter i zdobyła walkę o AEW Women’s World Championship z panującą mistrzynią "Timeless" Toni Storm. Puchar Owena Harta dla mężczyzn zdobył "Hangman" Adam Page, który pokonał Willa Ospreaya i zdobył walkę o AEW World Championship z panującym mistrzem Jonem Moxleyem.

#### Pojedynek o AEW Unified Championship
Po wygraniu Continental Classic 2024 na Worlds End 28 grudnia 2024 roku i zachowaniu AEW Continental Championship, Kazuchika Okada został skonfrontowany z powracającym wieloletnim rywalem Kennym Omegą, który był wyłączony z akcji przez ponad rok z powodu uzasadnionej walki z zapaleniem uchyłków, które (w kayfabe) zostało zaostrzone dzięki uprzejmości ataku The Elite (byłej stajni Omegi, do której Okada dołączył do tego czasu). Omega wygrał AEW International Championship na Revolution 9 marca 2025 roku. Po udanej obronie International Championship na Fyter Fest 4 czerwca, Omega został skonfrontowany przez Okadę. Winner Takes All match o International Championship i Continental Championship został następnie zaplanowany pomiędzy Omegą i Okadą na All In. Podczas podpisywania kontraktu w następnym tygodniu potwierdzono, że walka będzie teraz walką unifikacyjną o mistrzostwo, aby zjednoczyć oba tytuły w nowo ujawnionym AEW Unified Championship.

#### Casino Gauntlet matche
W odcinku Collision z 21 czerwca ogłoszono, że podczas wydarzenia odbędzie się Casino Gauntlet match. 24 czerwca AEW ogłosił później, że All In obejmie zarówno męski, jak i żeński Casino Gauntlet match. Odpowiedni zwycięzcy otrzymają przyszłą walkę o mistrzostwo świata. Dwa four-way matche miały miejsce w odcinku Dynamite z 25 czerwca, aby wyłonić uczestników numer jeden. Mark Briscoe pokonał Bandido, Konosuke Takeshitę i Rodericka Stronga; Kris Statlander pokonała Athenę, Thunder Rosę i Willow Nightingale. 2 lipca na Dynamite 300, MJF pokonał Anthony’ego Bowensa, AR Foxa i [[Brody King]|Brody’ego Kinga]] w four-way matchu, aby stać się numerem dwa w męskim Gauntletcie. W odcinku Dynamite z 9 lipca Megan Bayne pokonała Queen Aminatę, Tay Melo i Theklę w four-way matchu, aby stać się numerem dwa w kobiecym Gauntletcie.

#### Swerve Strickland i Will Ospreay vs. The Young Bucks (Matthew Jackson i Nicholas Jackson)
Na Dynasty 6 kwietnia, The Young Bucks (Matthew Jackson i Nicholas Jackson) powrócili po przerwie od października i ingerowali w walkę wieczoru, pomagając Jonowi Moxleyowi w pokonaniu Swerve’a Stricklanda, a Moxley zachował swój AEW World Championship. Strickland walczył zarówno z Moxleyem i jego stajnią Death Riders, jak i The Young Bucks, czego kulminacją był Anarchy in the Arena match na Double or Nothing 25 maja, który wygrał zespół Stricklanda. Na Dynamite: Summer Blockbuster 11 czerwca, The Young Bucks odnowili swoją rywalizację ze Stricklandem i próbowali wymierzyć mu superkicka butami, których podeszwy były inkrustowane pinezkami po walce Stricklanda z Willem Ospreayem, ale Ospreay celowo przesunął się przed Stricklanda i zamiast tego odtrzymał superkicka. W odcinku Dynamite z 25 czerwca, Ospreay i Strickland wyzwali The Young Bucks na tag team match na All In, ale The Young Bucks odmówili. Na Dynamite 300 w dniu 2 lipca, Ospreay i Strickland ponownie wyzwali The Young Bucks na walkę, tym razem z dodatkowym zastrzeżeniem, że jeśli The Young Bucks przegrają, zostaną pozbawieni tytułów wiceprezesa wykonawczego, ale jeśli Strickland i Ospreay przegrają, żaden z nich nie będzie mógł rzucić wyzwania na AEW World Championship przez rok, a The Young Bucks zaakceptowali.

#### Pojedynek o AEW TNT Championship
Na Dynasty w kwietniu, Adam Cole pokonał Daniela Garcię, aby wygrać AEW TNT Championship. Po Double or Nothing w maju Cole rozpoczął walkę z Kylem Fletcherem o tytuł, a Cole pokonał Fletchera przez dyskwalifikację w odcinku Dynamite z 28 maja. W odcinku Collision 100 z 5 lipca (nagranym 2 lipca) Fletcher pokonał Garcię, aby zostać pretendentem do AEW TNT Championship na All In.

#### Pojedynek o AEW World Tag Team Championship
W odcinku Dynamite z 25 czerwca, nowo utworzony tag team JetSpeed ("Speedball" Mike Bailey i Kevin Knight) pokonał Ricocheta i AR Foxa. Po walce, JetSpeed zawołał AEW World Tag Team Championów, The Hurt Syndicate (Bobby Lashley i Shelton Benjamin) i wyzwali ich na walkę w All In, zanim zostali przez nich zaatakowani od tyłu. Mecz został następnie oficjalnie ogłoszony na All In. W odcinku Collision z 5 lipca potwierdzono, że The Patriarchy (Christian Cage i Nick Wayne) również wezmą udział w walce, co czyni go three-way tag team matchem.

#### Pojedynek o AEW World Trios Championship
Na specjalnym odcinku Dynamite AEW Spring BreakThru 16 kwietnia, The Opps (Katsuyori Shibata, Powerhouse Hobbs i Samoa Joe) pokonali Death Riders (Claudio Castagnoli, Jon Moxley i Wheeler Yuta), aby wygrać AEW World Trios Championship. Moxley zastępowywał kontuzjowanego Paca. W odcinku Collision z 5 lipca Castagnoli i Yuta rzucili wyzwanie The Opps na walkę o AEW World Trios Championship w All In. W odcinku Dynamite z 9 lipca Gabe Kidd, który wcześniej był związany z Death Riders, powrócił. Następnie w tym samym odcinku potwierdzono, że walka o tytuł będzie oficjalna, a Kidd zajmie miejsce Paca.

## Wyniki walk
| Nr                                                                   | Wyniki | Stypulacje | Czas  |
| -------------------------------------------------------------------- | --- | --- | ----- |
| 1P                                                                   | Sons of Texas (Dustin Rhodes, Marshall Von Erich, Ross Von Erich i Sammy Guevara) (z Kevinem Von Erichem) pokonali Shane Taylor Promotions (Shane’a Taylora, Capt. Shawna Deana, Lee Moriarty’ego i Carliego Bravo) (z Anthonym Ogogo i Trish Adorą) poprzez pinfall | Eight-man tag team match | 7:15  |
| 2P                                                                   | "Big Boom!" A.J. i The Conglomeration (Hologram, Kyle O’Reilly i Tomohiro Ishii) (z Big Justicem i The Rizzlerem) pokonali Don Callis Family (Hechicero, Lance’a Archera, Rocky’ego Romero i Trenta Berette) poprzez pinfall                                         | Eight-man tag team match | 12:45 |
| 3P                                                                   | FTR (Cash Wheeler i Dax Harwood) (z Stokelym) pokonali The Outrunners (Trutha Magnuma i Turbo Floyda) poprzez pinfall | Tag team match | 16:10 |
| 4                                                                    | The Opps (Katsuyori Shibata, Powerhouse Hobbs i Samoa Joe) (c) pokonali Death Riders (Claudio Castagnoliego i Wheelera Yutę) i Gabe Kidda poprzez pinfall | Trios match o AEW World Trios Championship | 14:10 |
| 5                                                                    | MJF wygrał przypinając Rodericka Stronga | Męski Casino Gauntlet match o przyszłą walkę o AEW World Championship | 34:55 |
| 6                                                                    | Dustin Rhodes pokonał Daniela Garcię (z "Daddy Magic" Mattem Menardem), Kyle’a Fletchera i Sammy’ego Guevarę poprzez pinfall | Four-way match o zwakowany AEW TNT Championship | 15:45 |
| 7                                                                    | Swerve Strickland i Will Ospreay (z Prince Naną) pokonali The Young Bucks (Matthewa Jacksona i Nicholasa Jacksona) poprzez pinfall | Tag team match Odkąd The Young Bucks przegrali, zostali pozbawieni tytułów Wiceprezesów Wykonawczych. Gdyby Ospreay i Strickland przegrali, nie mogliby walczyć o AEW World Championship przez rok. | 26:20 |
| 8                                                                    | Athena wygrała przypinając Minę Shirakawę | Żeński Casino Gauntlet match o przyszłą walkę o AEW Women’s World Championship | 27:00 |
| 9                                                                    | The Hurt Syndicate (Bobby Lashley i Shelton Benjamin) (c) (z MVP i MJF-em) pokonali JetSpeed (Kevina Knighta i "Speedball" Mike’ Bailey’ego) oraz The Patriarchy (Christiana Cage’a i Nicka Wayne’a) (z Kip Sabianem i Mother Wayne) poprzez pinfall                 | Three-way tag team match o AEW World Tag Team Championship | 18:40 |
| 10                                                                   | "Timeless" Toni Storm (c) (z Lutherem) pokonała Mercedes Moné poprzez pinfall | Singles match o AEW Women’s World Championship | 24:10 |
| 11                                                                   | Kazuchika Okada (Continental) (z Don Callisem) pokonał Kenny’ego Omegę (International) (z Kotą Ibushi) poprzez pinfall | Winner Takes All match unifikujący AEW Continental Championship i AEW International Championship w AEW Unified Championship                                                                         | 30:32 |
| 12                                                                   | "Hangman" Adam Page pokonał Jona Moxleya (c) (z Mariną Shafir) poprzez submission | Texas Deathmatch o AEW World Championship | 35:55 |
| (c) – mistrz/mistrzyni przed walkąP – walka miała miejsce w pre-show | | |       |

1. ↑  Kolejność uczestników: Mark Briscoe, MJF, Ricochet, Bandido, Konosuke Takeshita, Místico, Josh Alexander, Anthony Bowens, Roderick Strong, Brody King, Juice Robinson, Kota Ibushi, The Beast Mortos i Max Caster.
2. ↑  Kolejność uczestniczek: Kris Statlander, Megan Bayne, Willow Nightingale, Tay Melo, Thekla, Julia Hart, Queen Aminata, Mina Shirakawa, Athena, Thunder Rosa, Syuri i Alex Windsor.